# Colonne sonore di Record of Lodoss War
Questa pagina raccoglie tutti i CD contenenti la colonna sonora dell'anime Record of Lodoss War.

## Record of Lodoss War: Original Soundtrack 1
Tracce
1. Prologue
2. Fantasia Of The Wind
3. Now And Fortune ~Flame And Eternity~ (Instrumental)
4. Deedlit's Theme ~Fairy Of The Wind~
5. Parn's Theme ~Warm Friendship~
6. Reminiscence
7. Dark Emperor Beld's Theme
8. Karla's Theme
9. Fatal Struggle
10. Fire Dragon
11. Underground Sanctuary
12. Wort's Study
13. Magic Spells
14. Karla's Witchcraft
15. Now And Fortune ~Flame And Eternity~
16. Fantasia Of The Wind (Instrumental)

## Record of Lodoss War: Original Soundtrack 2
Tracce
1. Kaze no Prologue
2. Odyssey
3. Parn's Theme Passion
4. Deedlit's Theme
5. Parn's Intention
6. Dance Party of Valis Castle
7. Theme of Battle
8. Black Night Ashram's Theme
9. Gray Witch
10. Dark Island Marmo
11. Shrine of Neese
12. Spiritual Ghost Forest of no Return
13. Rain of Stars
14. Moonlight
15. Requiem of Warriors
16. Pale Light
17. Epilogue Of The Wind

## Record of Lodoss War: Original Soundtrack 3
Tracce
1. Odyssey (Instrumental Version)
2. Magical Power Of Evil Warlock Wagnard
3. Eternity (Now and Fortune / English Version)
4. Grief Of Leylia
5. Scorching Decisive Battle!
6. Rain Of Stars (Instrumental Version)
7. Resurrection Ceremony Of Evil Goddess Kardis
8. Marmo's Monster Army
9. Knight Of Lodoss ~Song Of Wind~
10. Death Of Pirotas
11. Road Of Dragons
12. Shrine Of Kardis
13. Wind, Birds, And Sky ~Reincarnation~
14. Epilogue

## Record of Lodoss War: Minstrels' Memory of Lodoss
Tracce
1. Voice of elf - 1:29
2. Another story's theme - 2:23
3. Dream - 3:59
4. Introduction - 2:38
5. THE WONDERING - 4:08
6. Another story's song - 3:31
7. Panoramic Lodoss - 9:52
8. Partner of Life - 4:21
9. Their decision - 4:35
10. Estas - 3:54
11. The stand of Lodoss - 5:28
12. Guardian of wood - 4:09
13. A minstrel said - 3:30

## Arrange Sound From Record of Lodoss War ~The Gray Witch~
Tracce
1. A Lodoss War (Sound Performance) - 4:59
2. Overture (Overture) - 4:23
3. Wander Land (Wander Land) - 4:14
4. Into the Labyrinth (Legend of the Labyrinth) - 3:24
5. King of Kings (King of Kings) - 3:47
6. A Black Battle (Battle to the Death) - 3:35
7. Heroes (Theme of Heroes) - 7:41
8. Troubador (Troubadour) - 5:15
9. Elegy for Soldiers (Elegy for Soldiers) - 3:16
10. Eternal Island ~ Lodoss (Eternal Lodoss) - 4:21

## Symphonic House from Record of Lodoss War II Arrange Sound
Tracce
1. Record at the Bottom of the Lake - 1:39
2. Crisis in Lodoss - 2:19
3. Soaring - 3:41
4. Where the Horizon Ends - 3:27
5. Run Out - 4:53
6. Battle of Fire - 1:56
7. Pavane of Memories - 4:21
8. Mercenary King - 2:58
9. Cave of Darkness - 4:30
10. Promise - 4:36
11. Chaos "The Magic Castle" ~ Demon Monk Vagnard ~ Resurrection of the Evil God - 4:36
12. ~ Reminiscence ~ Light of the Elements - 3:54

## Record of Lodoss War TV: Maaya Sakamoto - Kiseki No Umi
Kiseki no Umi è stato utilizzato come sigla di apertura dell'anime Record of Lodoss War: La saga dei cavalieri.
Tracce
1. 奇跡の海 (Kiseki no Umi?) - 4:21
2. Active heart - 4:18
3. 奇跡の海 (オリジナル・カラオケ) (Kiseki no Umi?) - 4:21
4. Active heart (オリジナル・カラオケ) (Active heart (Original Karaoke)?) - 4:15

## Record of Lodoss War ~Chronicles of the Heroic Knight~ Original Soundtrack Volume 1
Tracce
1. Sea Of Miracles - 4:21
2. Birth Of A Hero - 2:23
3. Travels Of The Young Knight - 0:55
4. Wandering Island - 1:10
5. The Black Knight - 1:57
6. Holy Curtain - 1:17
7. A Storm Foretelling Danger - 0:58
8. Falling On Troubled Times - 0:55
9. An Angered Berserker - 1:28
10. Sacrifice to Earth Goddess Marfa - 0:58
11. Barefoot In The Light - 3:49
12. The Faraway Earth - 2:03
13. Descendants Of Flame - 1:39
14. Song Of Battle - 0:50
15. A Hand Extended For Answer - 1:42
16. The Dancing Minstrel - 0:57
17. Young Fate - 1:56
18. The Battle Ends and... - 1:44
19. Travelling Elf - 1:28
20. Palace Tower - 1:31
21. The Witch's Line Of Vision - 1:27
22. City Wall Corner - 1:13
23. Dragon's Cave - 1:13
24. Sadness Forever - 2:24
25. Prayer To The Future - 1:29
26. Awaken The Spirits - 1:11
27. My Way Is Guided By The Sun - 1:24
28. Inverted Rainbows - 4:49

## Record of Lodoss War ~Chronicles of the Heroic Knight~ Original Soundtrack Volume 2
Tracce
1. Thicket Of Roses - 5:43
2. Worship Earth ~Lumo kaj tero~ - 3:53
3. Star And Night Thoughts - 1:23
4. The Girl With Long Hair - 1:26
5. Gold of the Bold Hero - 1:26
6. The Wind's Passing Over The Lake - 1:27
7. Song Of Battle - Slow Version - 1:17
8. The Gray Watch Line - 1:16
9. Terror Of The Ancient Dragon - 1:23
10. The Dark Clad Army Line - 1:31
11. Young Fate - Vox Version - 2:09
12. Gleaming Imperial Line - 1:21
13. Cradle of the War Records - 3:40
14. Secrets Within The Hour - 0:59
15. Happenings At Noon - 1:07
16. Bitter Water - 1:17
17. Grief Within The Priest's Chest - 2:08
18. View Through The Clouds - 1:22
19. Thunder Fighting Spirits of Gotoku(? - 1:00
20. Arm Of The Land Spirits - 1:14
21. Wild Soul - 1:00
22. History Of The Young Knight - Marching Version - 1:06
23. The Forest's Path - 4:13

## Record of Lodoss War ~Chronicles of the Heroic Knight~ Original Soundtrack Volume 3
Tracce
1. The Probationer and the Priestess - 4:27
2. Thought And Evening - 2:14
3. Approaching Echoes - 1:22
4. Beautiful Girl In The Forest - 1:05
5. Horizon Of Wildfires - 1:16
6. A Black, Bloodstained Kimono - 1:01
7. A Flash Stabbing The Sands - 1:25
8. Leaf From The Hometown - 1:33
9. Midday Nap And Struggle - 2:15
10. A Night With A Fireplace - 1:45
11. Market And The Noise - 1:03
12. Hesitant Pen - 1:35
13. A Gate Which Doesn't Open - 1:31
14. Sun Of Darkness - 1:29
15. The Golden-Scaled Dragon King - 1:30
16. Young Fate - Strings Version - 2:24
17. Front Line Comes To A Standstill - 1:14
18. The Magic Leader's Deep Darkness - 1:38
19. Kardis's Resurrection Ceremony - 1:24
20. The Grey Witch - 5:04
21. The Worst Of The Good - 1:56
22. Descent Of The Goddess - 2:45
23. Evermore - 4:19

## Welcome to Lodoss Island
Tracce
1. Holy Knight Parn
2. To Those Travelling Everyday (Short Version)
3. The Dark of Darkness
4. Suspense 1
5. The Sage Wort
6. One Step Forward and Two Steps Back
7. Fiana's Theme of Love
8. Deedlit's Spirit Magic
9. Parn's Decision
10. Suspense 2
11. Decisive Battle! The Path to Knighthood
12. A New Journey
13. To Those Travelling Everyday
14. To Those Travelling Everyday (Karaoke)